# Жаховичи (Мозырский район)
Жаховичи (бел. Жахавічы) — деревня в Скрыгаловском сельсовете Мозырского района Гомельской области Республики Беларусь.

## География

### Расположение
В 20 км на северо-запад от Мозыря, 17 км от железнодорожной станции Козенки (на линии Калинковичи — Овруч), 180 км от Гомеля.

### Гидрография
На реке Припять (приток реки Днепр).

## Транспортная сеть
Транспортные связи по просёлочной, затем автомобильной дороге Мозырь — Петриков. Планировка состоит из длинной криволинейной улицы, ориентированной с юго-востока на северо-запад и застроенной двусторонне, преимущественно деревянными крестьянскими усадьбами.

## История
По письменным источникам известна с начала XVI века как село в шляхетской собственности, в Мозырском повете Минского воеводства Великого княжества Литовского. В 1505 году польский король Александр подарил село дворянину С. Полозовичу.
После 2-го раздела Речи Посполитой (1793 год) в составе Российской империи. Помещик Маевский владел в деревне в 1861 году 3320 десятинами земли. В 1879 году обозначена как село в Скрыгаловском церковном приходе. Согласно переписи 1897 года действовал постоялый двор. В 1908 году в Слобода-Скрыгаловской волости Мозырского уезда Минской губернии. В 1917 году действовала школа, которая размещалась в наёмном крестьянском доме.
В 1929 году организован колхоз. Во время Великой Отечественной войны 30 июля 1943 года оккупанты полностью сожгли деревню и убили 23 жителей. 94 жителя погибли на фронте. Согласно переписи 1959 года в составе колхоза «Дружба» (центр — деревня Скрыгалов). Действовали 9-летняя школа (закрыта), клуб, библиотека, фельдшерско-акушерский пункт, отделение связи, магазин.

## Население

### Численность
- 2004 год — 85 хозяйств, 123 жителя.

### Динамика
- 1795 год — 39 дворов.
- 1816 год — 182 жителя.
- 1897 год — 736 жителей (согласно переписи).
- 1908 год — 122 двора, 915 жителей.
- 1917 год — 1013 жителей.
- 1925 год — 169 дворов.
- 1940 год — 200 дворов, 1000 жителей.
- 1959 год — 601 житель (согласно переписи).
- 2004 год — 85 хозяйств, 123 жителя.